# 박선호 (자전거 경기 선수)
박선호(1984년 3월 15일 ~ )는 대한민국의 자전거 경기 선수이다.